# Microlaimus formosus
Microlaimus formosus is een rondwormensoort uit de familie van de Microlaimidae. De wetenschappelijke naam van de soort is voor het eerst geldig gepubliceerd in 1957 door Gerlach.